# Aero Boero AB-95
O Aero Boero AB-95 é uma aeronave utilitária, monomotor, asa alta, entelado, produzida pela Aero Boero, baseada em Córdova. O AB-95 que voou pela primeira vez em 12 de Março de 1959.

## Variantes

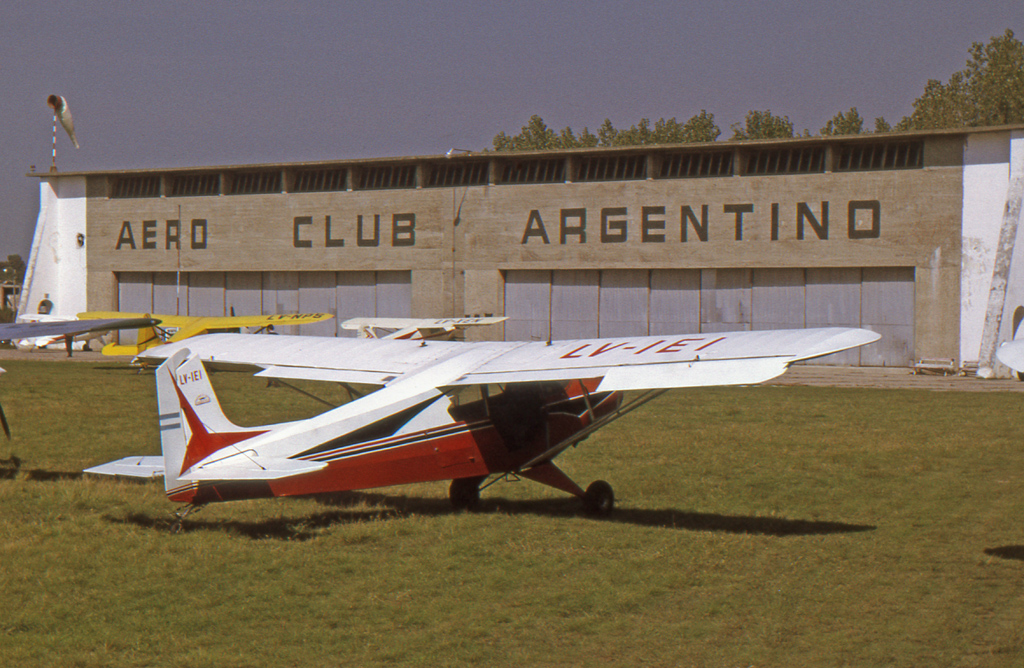
Um Aero Boero 95 produzido em 1961, foto tirada em Buenos Aires - Aeródromo de San Justo em 1975.

- AB-95: Versão básica de produção, equipada com um motor Continental C90-12F, de 95 hp (70 kW).[1]
  - AB-95A de Lujo: Variante com motor Continental O-200A, de 100 hp (75 kW).[1]
  - AB-95A Fumigador: Variante agrícola com Continental O-200A, de 100 hp (75 kW) e um tanque químico de 250 L.[1]
- AB-95B: Variante com motor de 150 hp (112 kW).
- AB-95-115: Variante com um motor Lycoming O-235 de 115 hp (86 kW), capota do motor reprojetada e trens de pouso com polainas aerodinâmicas. 45 unidades produzidas. Foi desenvolvido no AB-115.[2]

## Especificações
Dados de Jane's All The World's Aircraft 1965–66 
Características Gerais
- Tripulantes: 1 (piloto)
- Capacidade:  2 (passageiros)
- Comprimento: 6.90 m (22 ft 8 in)
- Envergadura: 10.42 m (34 ft 2 in)
- Altura: 2.10 m (6 ft 11 in)
- Área Alar: 16.36 m² (176.1 sq ft)
- Alongamento: 6.5:1
- Aerofólio: NACA 23012
- Peso Vazio: 422 kg (930 lb)
- Peso Máximo de Decolagem (MTOW): 700 kg (1.543 lb)
- Capacidade de Combustível: 110 L
- Motor: 1x Continental C90-8F, quatro cilindros opostos, refrigerado a ar, 95 hp (71 kW);
- Hélice: Sensenich, bipá, metálica, passo fixo.

Desempenho
- Velocidade Máxima: 205 km/h (127 mph; 111 kn);
- Velocidade de Cruzeiro: 160 km/h (99 mph; 86 kn);
- Velocidade de Estol: 48 km/h (30 mph; 26 kn);
- Alcance: 960 km (520 nmi);
- Teto de Serviço: 5.200m (17.100 ft)
- Razão de Subida: 5.1 m/s (1.000 ft/min);
- Distância de Decolagem: 150 m (490 ft);
- Distância de Pouso: 150 m (490 ft);